# سميحان النابت
سميحان النابت (مواليد 27 مارس 1996) هو لاعب كرة قدم سعودي يلعب حاليًا في نادي الأهلي.
مثل نادي اللواء والنادي الأهلي في الفئات السنية وانتقل إلى نادي أحد عام 2017 و انتقل إلى نادي أبها في عام 2019 و انتقل إلى نادي التعاون مطلع عام 2020. عاد إلى ناديه النادي الأهلي في عام 2023 في صفقة إنتقال حر لمدة 3 سنوات. ساهم مع النادي الأهلي بتحقيق دوري أبطال آسيا للنخبة 2025.

## وصلات خارجية
- سميحان النابت على موقع Soccerway.com (الإنجليزية)
- سميحان النابت على موقع كووورة
- سميحان النابت